# Верблюжа лапка

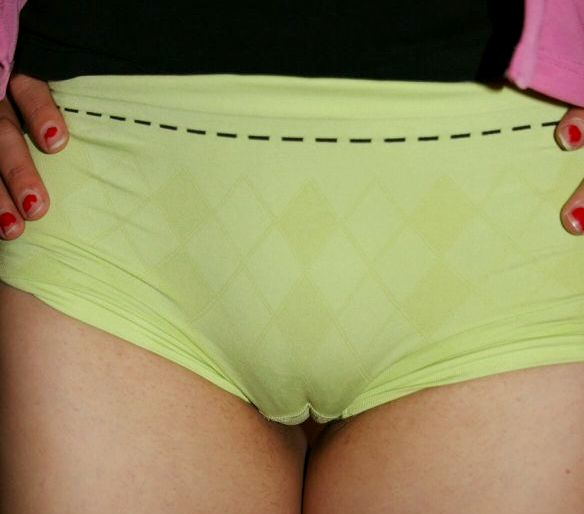
Верблюжа лапка

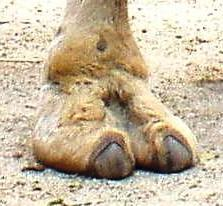
Лапа верблюда

«Верблю́жа ла́пка» (з англ. Camel toe) — сленговий вираз, який означає контур великих статевих губ, які видно крізь одяг.

## Причини
Це явище з'являється під час носіння обтягуючого одягу (шорти, купальник). Носіння такого одягу в поєднанні з анатомічними особливостями жінки може стати схожим на передню частину стопи верблюда.

Деякі аналітики у сфері моди та одягу відзначають, що причиною «cameltoe» також може бути одяг із сильним центральним швом, який розділяє статеві губи.

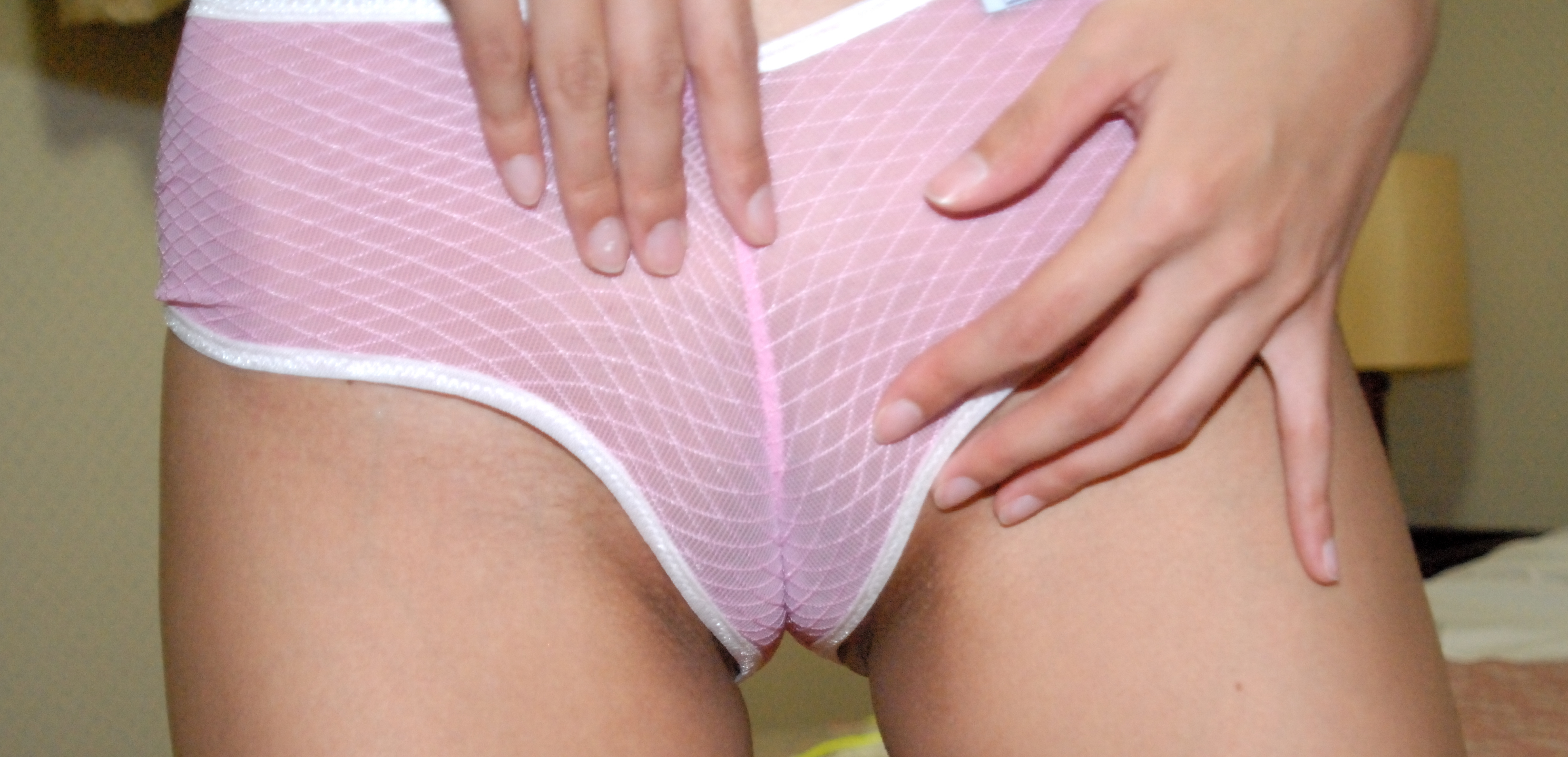
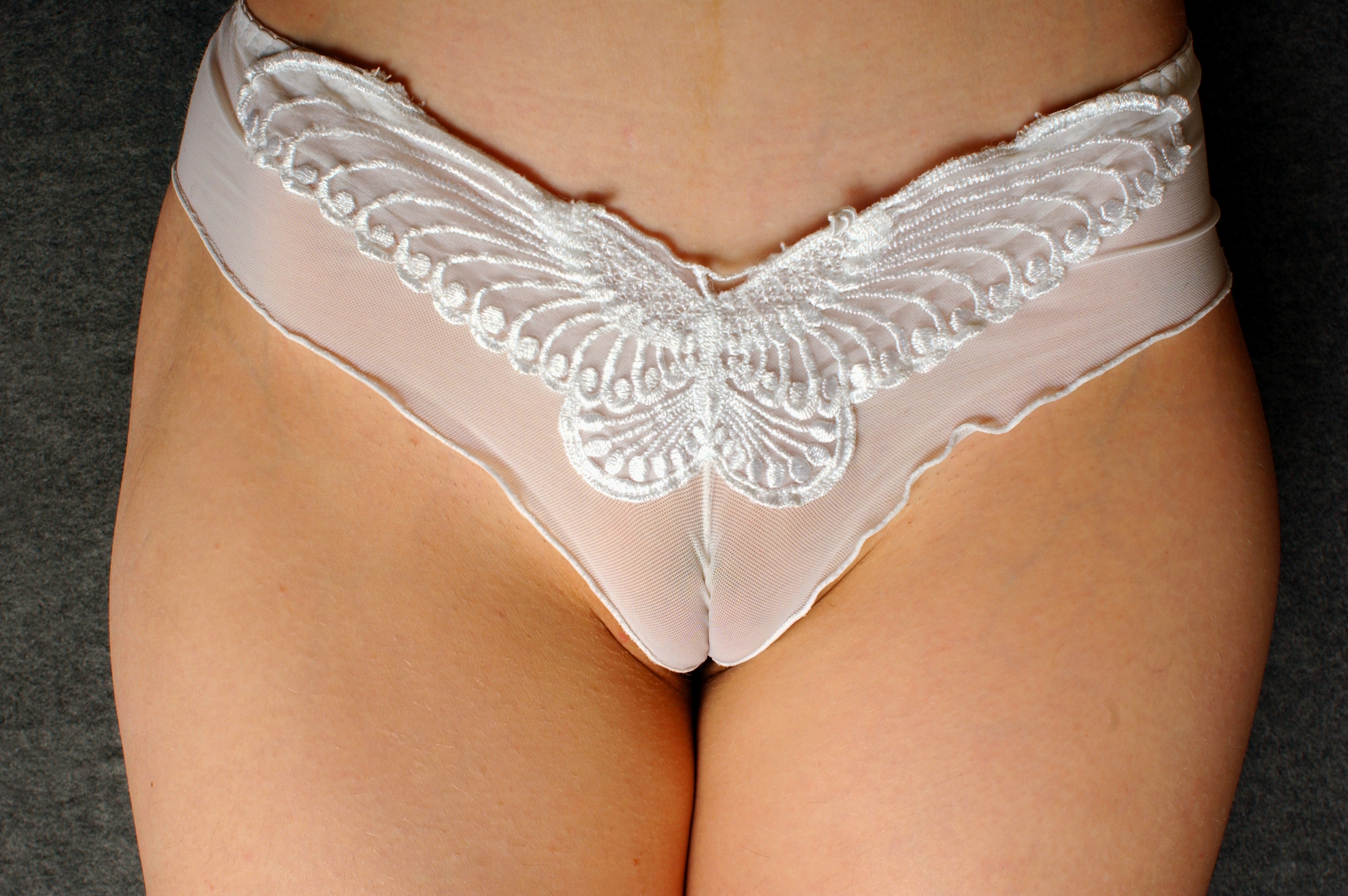